# Qian Xinan
Det här är en artikel om en person med kinesiskt personnamn; Qian är familjenamnet.
Qian Xinan, född 6 augusti 2004, är en kinesisk simmare.

## Karriär
Vid kortbane-VM 2024 i Budapest var Qian en del av Kinas kapplag som tog brons på 4×100 meter medley.